# اکتبر ۲۰۰۸
اکتبر ۲۰۰۸ یکی از ماه‌های ۲۰۰۸ (میلادی) است.

## ۱ اکتبر ۲۰۰۸
- شیوع ویروس ایدز از قرن نوزدهم آغاز گردیده است

متخصصین دانشگاه آریزونا در توسان اعلام کردند که ویروس ایدز نخست از ۱۸۸۴ تا ۱۹۲۴ در جهان شیوع یافت. این در حالیست که پیش تر از این، مجامع علمی بر این باور بودند که شیوع این ویروس از اوایل تا نیمه قرن بیستم رخ داده بود. واشنگتن پست

## ۲ اکتبر ۲۰۰۸
- جشن و پایکوبی در هند پس از تصویب قرارداد هسته‌ای با آمریکا

کنگره آمریکا روز گذشته قرار داد هسته‌ای میان هند و آمریکا  را به تصویب رسانید و به تحریم ۳۴ سالهٔ فناوری هسته‌ای آمریکا علیه هند پایان داد. این درحالیست که نخست وزیر هندوستان اعلام کرد که از «جاه طلبی‌های هسته‌ای ایران» حمایت نخواهد کرد. بی بی سی، بی بی سی فارسی، تایمز هندوستان

## ۳ اکتبر ۲۰۰۸
- دومین دیدار از عطارد

سفینه تحقیقاتی ناسا موسوم به «مسنجر» در حال نزدیک شدن به عطارد جهت مطالعه این سیاره کوچک منظومه شمسی است. ایرونیوز

## ۴ اکتبر ۲۰۰۸
- امضای قانون نجات مالی توسط جرج بوش پس از تصویب آن در کنگره

پرزیدنت جرج بوش پس از امضای قانون نجات سیستم مالی آن را جهت اجرا ابلاغ کرد.قانون مزبور روز جمعه ۳ اکتبر ۲۰۰۸ ، به تصویب کنگره رسید ،این اقدام گامی سرنوشت ساز به شمار می‌آید که بازار بورس جهانی بیصبرانه در انتظار آن بود.العربیه فارسی

## ۵ اکتبر ۲۰۰۸
- مخالفت با تاسیس دفتر شورای آمریکاییان ایرانی در تهران

رئیس کمیسیون امنیت ملی مجلس نظام جمهوری اسلامی ایران با تاسیس دفتر شورای آمریکاییان ایرانی تبار در تهران مخالفت کرده، و آن را «دون شئونات ملی ملت ایران» خواند. بی بی سی فارسی

## ۶ اکتبر ۲۰۰۸
- برندگان نوبل پزشکی اعلام شدند

دو فرانسوی و یک آلمانی برنده جایزه نوبل پزشکی سال ۲۰۰۸ بدلیل کشف ویروس ایدز شدند. بی بی سی فارسی

## ۷ اکتبر ۲۰۰۸
- نوسان شدید قیمت‌ها در بازارهای سهام

در حالی ‌که بهای سهام در بورس توکیو روند نزولی را طی کرده، بازارهای سهام اروپایی شاهد نوسان‌های گسترده پس از سقوط شدید قیمت‌ها در روز دوشنبه بوده‌اند. همچنین شاخص‌های سهام در آمریکا به پایین‌ترین سطح در ۵ سال گذشته رسید.  بی‌بی‌سی فارسی، بی‌بی‌سی فارسی، سی‌ان‌ان
- رمان زندگی عایشه در آمریکا منتشر شد

شرکت انتشاراتی بیوفورت بوکس (Beaufort Books) رمان جواهر مدینه در مورد زندگی عایشه، همسر محمد، پیامبر اسلام در آمریکا را منتشر کرد. پیش از این شرکت انتشاراتی رندوم هاوس (Randon House) از بیم واکنش خشونت آمیز مسلمانان از انتشار رمان جواهر مدینه خودداری ورزیده بود. بی‌بی‌سی فارسی

## ۸ اکتبر ۲۰۰۸
- برندگان نوبل شیمی اعلام شدند

سه آمریکایی از یک آزمایشگاه در ماساچوست، دانشگاه کلمبیا، و دانشگاه کالیفرنیا در سن دییگو برنده جایزه نوبل شیمی سال ۲۰۰۸ بدلیل پژوهشهای در زمینه پروتئین‌های فلوئورسان شدند. پایگاه جایزه نوبل، آسوشیتد پرس
- برندگان نوبل فیزیک اعلام شدند

شیهید ماسکاوا ،  ماکوتو کوبایاشی و یوایشیریو نامبو از دانشگاه شیکاگو برنده جایزه نوبل فیزیک سال ۲۰۰۸ بدلیل پژوهشهای ذرات بنیادی شدند. آسوشیتد پرس

## ۹ اکتبر ۲۰۰۸
- نویسنده فرانسوی برنده نوبل ادبیات ۲۰۰۸ شد

ژان ماری گوستاو لوکلزیو، رمان‌نویس برجسته فرانسوی، در میان گمانه‌زنی‌های فراوان، سرانجام از سوی آکادمی سلطنتی سوئد به عنوان برنده جایزه نوبل ادبیات سال ۲۰۰۸ میلادی اعلام شد. از میان آثار ژان ماری گوستاو لوکلزیو به زبان فارسی، می‌توان به رمان «بیابان» اشاره کرد. رادیو فردا
- نگرانی اتحاديه اروپا از وضعيت حقوق بشر در ايران

فرانسه به نمایندگی از اتحادیه اروپا سفیر ایران در پاریس را احضار کرد تا نگرانی خود از وضعیت «رو به وخامت» حقوق بشر در ایران را اعلام کند.
بی بی سی فارسی، رادیوفردا

## ۱۰ اکتبر ۲۰۰۸
- اهدای جایزه صلح نوبل به رئیس‌جمهور سابق فنلاند

جایزه صلح نوبل سال ۲۰۰۸ به مارتی آهتیساری، رئیس‌جمهور سابق فنلاند تعلق گرفته است. کمیته نروژی که برنده جایزه نوبل را انتخاب می‌کند گفت که میانجی‌گری‌های مارتی آهتیساری در طی ۳۰ سال گذشته برای حل مناقشات در بسیاری از نقاط جهان، برای صلح جهانی بسیار با ارزش بوده است. بی‌بی‌سی فارسی، نیویورک تایمز
- بی‌ثباتی شدید ارزش سهام در بازار بورس نیویورک

ارزش سهام صنتعتی داو جونز با سقوط بی‌سابقه بیش از ۱۰ درصد کاهش ارزش کل سهام در همان چند دقیقه اول شروع معاملات آغاز شد ولی در ساعت آخر کار بازار با افزایش باورنکردنی یکباره ارزش کل سهام مواجه شد و نهایتا با ۱٫۴ درصد کاهش ارزش کل به کار خود پایان داد. نیویورک تایمز، وال استریت ژورنال
- مداوای یک کودک ایرانی در اسرائیل

یک ایرانی ۱۳ ساله که جهت مداوای تومور مغزی به ترکیه مراجعه کرده بود، جهت مداوا در یک بیمارستان مداوای سرطان پیشرفته در اسرائیل به نام بیمارستان تل هاشومر بستری شد. این کودک ایرانی پیشتر بدون موفقیت دوره های شیمی درمانی و پرتودرمانی در ایران را گذارانده بود. آسوشیتد پرس، هرالد تریبون، بی‌بی‌سی فارسی

## ۱۱ اکتبر ۲۰۰۸
- حذف نام کره شمالی از فهرست سیاه آمریکا

دولت ایالات متحده آمریکا اعلام کرد که نام کره شمالی را از فهرست کشورهای حامی تروریسم حذف کرده است. این تصمیم پس از آن گرفته شد که دولت کره شمالی اطمینان خاطر داد که اجازه بازرسی‌های بین‌المللی برای اثبات خلع‌سلاح هسته‌ای‌اش را می‌دهد. بی‌بی‌سی فارسی
- سارا پی‌لین در سوء استفاده از قدرت مقصر شناخته شد

یک کمیته تحقیق در مجلس قانون‌گذاری آلاسکا، نتیجه‌گیری کرد که سارا پی‌لین به عنوان فرماندار این ایالت به طور غیرقانونی از اختیارات خود برای اخراج یک کمیسر ایمنی عمومی پلیس آلاسکا به نام والتر مونگان، استفاده کرده است. والتر مونگان همسر سابق خواهر فرماندار پی‌لین بوده است. بی‌بی‌سی فارسی

## ۱۲ اکتبر ۲۰۰۸
- توافق بر سر طرح نجات بانک‌های اروپایی

رهبران اتحادیه اروپا بر سر برنامه‌ای برای حل بحران بانکی به توافق دست یافته‌اند و می‌گویند اجازه نخواهند داد تا هیچ موسسه‌مالی عمده اروپایی به ورطه ورشکستگی بی‌افتد. رهبران اتحادیه اروپا همچنین تعهد کردند تا وام بین بانک‌ها را تا پایان سال ۲۰۰۹ میلادی تضمین کنند. بی‌بی‌سی فارسی

## ۱۳ اکتبر ۲۰۰۸
- اقتصاددان آمريکايی برنده نوبل اقتصاد ۲۰۰۸ شد

آکادمی علوم سلطنتی سوئد جايزه نوبل اقتصاد سال ۲۰۰۸ خود را به پل کروگمن، اقتصاددان آمريکايی اهدا کرد. پل کروگمن در دانشگاه پرینستون در آمریکا تدریس می کند و  برای روزنامه آمریکایی «نیویورک تایمز» مقاله می نویسد. وی از منتقدین بنام اقتصادی دولت جورج دبلیو بوش است. رادیو فردا
- برملاشدن هویت یک جاسوس ایرانی

هفته‌نامهٔ اشپیگل در شمارهٔ ۴۲ سال ۲۰۰۸ مدعی شد یک تاجر ۶۱ ساله ایرانی که چندی پیش به اتهام قاچاق اسلحه در فرودگاه فرانکفورت دستگیر شده‌بود، در واقع جاسوس سرویس اطلاعات خارجی آلمان (BND) بوده‌است. این شخص سال‌ها تحت نام رمز «سندباد» برای سرویس اطلاعات خارجی آلمان کار می‌کرده است. اشپیگل، دویچه وله فارسی، پرس تی‌وی
- مترجم بریتانیایی برای ایران «جاسوسی می‌کرد»

دادگاهی نظامی در بریتانیا گفته است که که یک مترجم ارتش بریتانیا در افغانستان برای ایران جاسوسی می‌کرده است. سرجوخه دانیل جیمز که در تهران به دنیا آمده، اهل برایتون است و مترجم ژنرال دیوید ریچاردز، فرمانده پیشین نیروهای ناتو در افغانستان بوده است. بی‌بی‌سی فارسی

## ۱۴ اکتبر ۲۰۰۸
- آغاز انتخابات فدرال کانادا

انتخابات فدرال کانادا برای گزینش نمایندگان پارلمان کانادا و انتخاب نخست‌وزیر، در روز سه‌شنبه ۱۴ نوامبر ۲۰۰۸ در کشور کانادا آغاز شده است. نتایج پیش‌بینی‌ها از پیروزی ضعیف حزب محافظه‌کار کانادا و پیروزی استفان هارپر حکایت دارد. رویترز

## ۱۵ اکتبر ۲۰۰۸
- نفر دوم القاعده در عراق کشته‌شد

ارتش ایالات متحده آمریکا اعلام کرد که نفر دوم گروه القاعده در عراق که معروف به ابو قسوره و دارای تابعیت مراکشی بوده، در جریان عملیاتی اطلاعاتی در شهر موصل کشته‌شده است. بی‌بی‌سی فارسی

## ۱۶ اکتبر ۲۰۰۸
- سقوط جهانی بهای نفت و ارزش سهام

نگرانی‌ها در مورد احتمال کاهش تقاضای جهانی برای مواد نفتی در ماه‌های آینده باعث شد تا در معاملات بازارهای نفتی آسیا، بهای نفت خام شدیدا سقوط کند و به پائین‌ترین سطح از ماه اوت سال ۲۰۰۷ میلادی تنزل یابد. همچنین در معاملات روز پنجشنبه در بورس توکیو، شاخص بهای سهام بیش از ۱۰ درصد نزول کرد و شاخص بورس نیویورک نیز در حدود ۸ درصد تنزل ارزش را تجربه کرد که بالاترین میزان تنزل یک روزه این شاخص طی بیست و یک سال گذشته بوده است. بی‌بی‌سی فارسی، نیویورک تایمز
- حبس‌ابد جایگزین اعدام برای متهمان زیر ۱۸ سال در ایران

بر اساس بخشنامه‌ای که از سوی قوه قضاییه ایران برای مراجع قضایی در سراسر ایران فرستاده شده، مجازات اعدام برای افراد زیر هیجده سال در مرحله نخست به حبس‌ابد کاهش خواهد یافت و در مرحله دوم نیز به ۱۵ سال حبس تغییر خواهد یافت. بر اساس کنوانسیون بین‌المللی حقوق کودک که ایران نیز از امضاکنندگان آن است، صدور مجازات اعدام برای افرادی که در زمان ارتکاب جرم زیر ۱۸ سال داشته‌اند به صراحت منع شده است، اما دادگاه‌های جمهوری اسلامی ایران با استناد به ماده ۴۹ قانون مجازات اسلامی حکم قصاص برای کودکان و نوجوانان زیر ۱۸ سال را صادر می‌کنند. بی‌بی‌سی فارسی

## ۱۷ اکتبر ۲۰۰۸
- اعضای جدید غیردائم شورای امنیت سازمان ملل متحد انتخاب شدند

در نشست روز جمعه ۱۷ اکتبر مجمع عمومی سازمان ملل، کشورهای اوگاندا، مکزیک، اتریش، ترکیه و ژاپن را به عنوان اعضای جدید غیردائم شورای امنیت سازمان ملل متحد انتخاب شدند. کشورهای ایران به همراه ژاپن، نامزد عضویت غیردائم منطقه آسیا در شورای امنیت بودند که نهایتا مجمع عمومی درخواست ایران برای عضویت در شورای امنیت را رد کرد و ژاپن برای دهمین بار به عضویت غیر دائم شورای امنیت درآمد. بی‌بی‌سی فارسی

## ۱۸ اکتبر ۲۰۰۸
- معافیت اتباع هفت کشور از اخذ ویزای آمریکا

کشورهای لتونی، مجارستان، جمهوری چک، لیتوانی، اسلوواکی، و کره جنوبی ظرف یک ماه آینده از فهرست کشورهایی که اتباع آنها نیاز به ویزای آمریکا دارند، حذف خواهند شد. این کشورها سابقا اتباع آمریکایی را بدون نیاز به ویزا و بصورت یک‌جانبه می‌پذیرفتند. بی‌بی‌سی فارسی

## ۱۹ اکتبر ۲۰۰۸
- عراق خواستار تغییر پیمان امنیتی با آمریکا شد

دولت عراق می‌گوید که در پیش‌نویس توافق امنیتی با ایالات متحده آمریکا درباره مدت پیمان امنیتی عراق-آمریکا تغییراتی را خواستار شده است. در همین زمینه، روز گذشته قریب به ۵۰هزار نفر از طرفداران مقتدی صدر، روحانی شیعه عراقی، در خیابان‌های بغداد به تظاهرات بر علیه پیش‌نویس توافق امنیتی عراق با آمریکا پرداختند. بی‌بی‌سی فارسی

## ۲۰ اکتبر ۲۰۰۸
- محاکمه ملی‌گرایان تندرو در ترکیه به دعوا کشید

جلسه محاکمه شماری از اعضای یک گروه ملی‌گرای افراطی ترکیه که به توطئه برای دست‌زدن به اقدامات خشونت‌آمیز و زمینه‌سازی برای کودتای نظامی علیه دولت اسلام‌گرا متهم شده‌اند، به بی‌نظمی کشیده شد. بی‌بی‌سی فارسی

## ۲۱ اکتبر ۲۰۰۸
- اعتصاب خدمات شهری آتن را فلج کرده است

ترافیک هوایی، حمل و نقل شهری، و خدمات شهری عمومی به دلیل اعتصاب صدها هزار نفر در یونان، متوقف شده است. ده‌ها هزار نفر در آتن، پایتخت یونان در اعتراض به خصوصی‌سازی، سقف حداقلی حقوق و اصلاحات در سیستم مستمری در این کشور دست به اعتصاب زده‌اند. بی‌بی‌سی فارسی

## ۲۲ اکتبر ۲۰۰۸
- سفینه فضایی هند به سوی کره ماه پرتاب شد

یک سفینه بدون‌سرنشین به نام چندرایان-۱ که در داخل هند ساخته شده با موفقیت از پایگاه فضایی ساتیش داوان در جنوب این کشور به سوی مدار کره ماه پرتاب شده است. یک موشک ساخت هند این سفینه یک و نیم تنی را در مدار کره ماه قرار خواهد داد. بی‌بی‌سی فارسی

## ۲۳ اکتبر ۲۰۰۸
- واگذاری دوازدهمین استان عراق به دولت عراق

نیروهای آمریکایی کنترل استان شیعه‌نشین بابل در مرکز عراق را به نیروهای عراقی واگذار کردند.این دوازدهمین استان تحت کنترل دولت عراق است.رادیو زمانه

## ۲۴ اکتبر ۲۰۰۸
- اوپک تولید نفت را کاهش داد

کشورهای عضو اوپک اعلام کردند که تولید نفت را از ابتدای ماه نوامبر، یک و نیم میلیون بشکه کاهش می‌دهند.رادیو زمانه و بی‌بی‌سی فارسی
- سفر قریب الوقوع روسای دانشگاههای آمریکایی به ایران

در طی انتشار اعلامیه‌ای از سوی انجمن دانشگاه‌های آمریکایی، روسای دانشگاه رایس، دانشگاه کالیفرنیا در دیویس، دانشگاه کرنل، دانشگاه فلوریدا، دانشگاه مریلند در کالج پارک، و دانشگاه کارنگی ملون بدعوت دانشگاه صنعتی شریف، از این موسسه و دانشگاه تهران و چند دانشگاه دیگر در ایران در ماه نوامبر دیدن خواهند کرد. متن بیانیه AAU مورخ ۲۴ اکتبر

## ۲۵ اکتبر ۲۰۰۸
- دادگاه قانون اساسی ترکیه ، اردوغان را به اقدام علیه سکولاریسم متهم کرد

دادگاه قانون اساسی ترکیه اعلام داشت، که رجب طیب اردوغان، نخست وزیر، و برخی از اعضای برجسته حزب عدالت و توسعه حاکم دراین کشور، در یک سلسله فعالیت‌های ضد سکولار در ترکیه نقش داشته‌اند. العربیه فارسی
- خانواده بازیگر برنده جایزه اسکار به قتل رسیدند

مادر و برادر کوچک جنیفر هادسون، خواننده و بازیگر آمریکایی برنده جایزه اسکار، در منزل مسکونی‌شان در شیکاگو، بوسیله شلیک گلوله به قتل رسیدند. گفتنی است که برادر زاده جنیفر هادسون که ۷ سال دارد، نیز توسط قاتل ربوده شده و جستجوی پلیس برای یافتن رد پایی از قاتل و پسرک ۷ ساله ادامه دارد. بی‌بی‌سی

## ۲۶ اکتبر ۲۰۰۸
- شکست مذاکرات برای تشکیل دولت ائتلافی در اسرائيل

تسیپی لیونی، رهبر حزب کاديما، پس از شکست در مذاکرات برای تشکيل دولت جديد ائتلافی، برگزاری انتخابات پيش از موعد پارلمانی در اسرائيل را توصيه خواهد کرد. وی پس از آنکه حزب مذهبی شاس اعلام کرد که از ورود به ائتلاف دولت خودداری می کند، متحمل ضربه شدیدی شده بود. بی‌بی‌سی فارسی، رادیو فردا
- «حمله بالگردهای آمریکایی» به روستایی در سوریه

سوریه مدعی شده است که ۴ بالگرد جنگنده نیروی هوایی ارتش آمریکا در عملیاتی در نزدیکی مرز عراق-سوریه و با نقض حریم هوایی سوریه، روستایی را در خاک سوریه مورد هدف قرار داده و پس از کشتن ۸ نفر، خاک سوریه را به مقصد عراق ترک کرده‌اند. یک سخنگوی ارتش آمریکا در عراق گفت که صحت این گزارش‌ها در دست بررسی است. بی‌بی‌سی فارسی

## ۲۷ اکتبر ۲۰۰۸
- کاهش بیست درصدی کشت خشخاش در افغانستان

اداره مبارزه با مواد مخدر و جرایم سازمان ملل متحد، در گزارشی اعلام کرد که کشت خشخاش در افغانستان با کاهشی بیست در صدی همراه بوده است. با این حال، سازمان ملل متحد هشدار داده است که که اگر به کشاورزان افغان کمک‌های فوری صورت نگیرد، آنها کشت خشخاش را از سر خواهند گرفت. بی‌بی‌سی فارسی

## ۲۸ اکتبر ۲۰۰۸
- باز داشت دو نئونازیست به دنبال کشف وخنثی کردن توطئه ترور اوباما

مقامات دولتی امریکا اعلام داشتند، توطئه ترور باراک اوباما، نامزد سیاه پوست حزب دمکرات برای انتخابات ریاست جمهوری امریکا، کشف و خنثی شد.العربیه فارسی
- ایسلند، نرخ بهره بانکی را به ۱۸ درصد رساند

بانک مرکزی ایسلند اعلام کرده که نرخ بهره را از ۱۲ درصد به ۱۸ درصد افزایش داده‌است. ایسلند همچنین از بانک مرکزی اروپا و بانک مرکزی آمریکا درخواست وام کرده‌است. بی‌بی‌سی فارسی

## ۲۹ اکتبر ۲۰۰۸
- جهش بزرگ بازارهای بورس آمریکا و ژاپن

هجوم خریداران در ساعات پایانی معاملات سه شنبه در بازار بورس نیویورک باعث جهش شاخص سهام داو جونز به میزان بیش از ۱۰ درصد شده است. بازار بورس ژاپن نیز صبح چهارشنبه جهش مشابهی را تجربه کرده است. بی‌بی‌سی فارسی
- تشکیل بزرگترین شرکت هواپیمایی جهان

شرکت هواپیمایی دلتا با خرید شرکت هواپیمایی نورثوست به مبلغ ۲٫۶ میلیارد دلار، بزرگترین شرکت مسافربری هوایی جهان را تشکیل داد. رویترز، فاکس بیزنس، نشریه سن حوزه مرکوری

## ۳۰ اکتبر ۲۰۰۸
- وزارت اطلاعات و فرهنگ افغانستان هدف حمله انتحاری قرار گرفت

ساختمان وزارت اطلاعات و فرهنگ این کشور صبح پنجشنبه در شهر کابل ،هدف یک حمله انتحاری قرار گرفت و شماری کشته وزخمی بر جای گذاشت.العربیه فارسی
- نرخ سود بانک‌های آمریکا به یک درصد رسید

بانک مرکزی آمریکا به منظور مقابله با رکود اقتصادی احتمالی در این کشور، نرخ بهره بانکی را از ۱٫۵ به ۱ درصد کاهش داده‌است. این اقدام در واقع تایید این موضوع است که تورم دیگر اقتصاد آمریکا را تهدید نمی‌کند. بی‌بی‌سی فارسی

## ۳۱ اکتبر ۲۰۰۸
- ژنرال پتریوس ماموریت جدید خود را شروع کرد

ژنرال دیوید پتریوس که قبلا فرمانده نیروهای آمریکایی در عراق بود از امروز جمعه ۳۱ اکتبر، پست جدید خود را که مسئولیت عملیات نظامی آمریکا در خاورمیانه از جمله عراق و نیز افغانستان، پاکستان و ایران است عهده دار شده است. بی‌بی‌سی فارسی
- وقوع دوازده انفجار در آسام هند

دوازده انفجار در شلوغ ترین مناطق ایالت آسام هند رخ داده است. این انفجارها طی یک فاصله زمانی یک ساعته در مرکز این ایالت و چند شهر دیگر روی داده است. بر اساس خبر خبرگزاری های هند، بیش از شصت نفر در این انفجارها زخمی شده اند. بی‌بی‌سی فارسی